# Fatimes aftensang
Fatimes aftensang (Deens voor Fatima’s avondlied) is een compositie van Niels Gade. Gade zette muziek onder het gedicht Alt opreist Månen står van Adam Gottlob Oehlenschläger uit diens Aladdin (1805). Het is een ongedateerd werk van de Deense componist. Toch kan vastgesteld worden dat Christopher Ernst Friedrich Weyse hem daarin voorging (1837, Gade componeerde nog niet) en dat hij werd gevolgd door Carl Nielsen (1918/1919, Gade was al gestopt). Fatimes aftensang is opgenomen in Nielsens Aladdin Opus 34). 